# Коблень
Лесно́й приро́дный запове́дник «Коблень» (рум. Rezervația naturală silviă Cobileni) — особо охраняемая территория Республики Молдова площадью 33,5 гектар, расположенная на правом берегу среднего течения реки Днестр на 3 км севернее села Лопатна Оргеевского района.

## Биоценоз
Отличается богатым биоразнообразием, водными и природными ресурсами с участками заболоченного луга, смешанного леса, а также каменистыми обнажениями и культурными строениями.
Скальный лес, характерный для крутого, местами очень крутого берега состоит из доминантной и субдоминантной породы дуба черешчатого и ясеня обыкновенного. В прибрежной полосе обильно растёт ольха чёрная (Alnus glutinosa), вид включённый в Красную Книгу РМ (2002). В кустарниковом поясе доминирует кизил обыкновенный (Cornus mas), гордовина обыкновенная (Viburnum lantana), скумпия (Cotinus coggygria) и клекачка перистая (Staphylea pinnata) включённая в Красную Книгу РМ (2002). Травянистый покров отличается большим разнообразием, обусловленным режимом освещения и плодородием почвы. Скалистые участки восточной экспозиции, один из главных компонентов заказника, заселены богатой специфичной растительностью: ковыль красивейший (Stipa pulcherrima), миндаль степной (Amygdalus nana), крушина слабительная (Rhamnus cathartica), василистник малый (Thalictrum minus), смолёвка (Silene fabaria) и др.
Под пологом леса развивается много эфемерных и эфемероидных растений: ландыш майский (Convallaria majalis), ветреница лютиковая (Anemone ranunculoides), чистяк весенний (Ficaria verna), но особой ценностью заповедника являются рябчик, лунник, подснежники, включённые в Красную Книгу РМ (2002). Известковые склоны, нередко значительные по размерам и почти нависающие над рекой, покрыты широкой гаммой папоротников, мхов, лишайников и цветковых растений. В затенённых и слабо увлажнённых расщелинах развиваются папоротники: Костенец волосовидный (Asplenium trichomanes), (A. ruta-muraria), и иногда Пузырник ломкий (Cystopteris fragilis). Поверхность каменистых склонов заселена многими видами лишайников, мхов, цветковых растений, создающих специфическую красивую мозаичность.
Из выявленных здесь видов лишайников следует отметить Cladonia pyxidata, C. fimbriata и др., из мхов Leskea polycarpa, Grimmia pulvinata, Brachythecium glareosum и др., из цветковых растений Aurinia saxatilis, Sedum acre, S. maximum и др.
Из лишайников, встречающихся на стволах деревьев, следует отметить относительно редкие виды: Lecanora carpinea, L. crenualta, Parmelia acetabulum, P. caperta, P. olivacea, Graphis scripta, Hypogimnia physodes, Acrocordia alba и др.
В средней части заповедника имеется живописное ущелье Жиолная. Несмотря на свои небольшие размеры, расположенное примерно в 100 метрах от берега реки, оно включает обрывистые скалы, пересекаемые в центральной части узкой террасой на высоте 30 м. Над ней провисает обрывистый известковый, в основном голый, выступ. В глубине террасы находятся два закрытых входа, ведущих в пещеру, и которой раньше добывали строительный материал (известняк).
Над этой пещерой имеются несколько сухих деревьев, на которых гнездится скопа (или другое название Орёл-рыболов (Pandion haliaetus), которая строит гнезда на каменистых обрывах и Ворон (Corvus corax). В заповеднике периодически можно наблюдать ряд крупных хищных птиц, занесённых в Красные Книги Молдовы, России и ЕС, находящихся на грани уничтожения: Это различные виды орлов и ястребиных: Малый подорлик (Aquila pomarina), Могильник (Aquila heliaca), Змееяд (Circaetus gallicus), Орел-карлик (Aquila pennata), Балобан (Falco cherrug). Здесь обитают редкие виды бабочек Поликсена (Zerynthia polyxena), Подалирий (Iphiclides podalirius), (Callimorpha quadripunctaria) и Жук-олень (Lucanus cervus), включённые в Красную Книгу (2002).

## Прилежащие территории
Особенно ценными являются территории, прилежащие с юго-восточной стороны. В первую очередь это лесной массив, который тянется по крутому берегу и разделён посередине террасой. Но этот лес искусственный и включает сосну Pinus silvestris, P. nigra — деревья 40 — летнего возраста, в хорошем состоянии, непоражённые болезнями или вредителями. Деревья сосны вместе с сопровождающими их кустарниками и голые каменистые склоны создают красивый природный пейзаж. Лес протягивается почти до села Лопатна, он богат травянистыми растениями, которые особенно развиты на участках склонов, лишённых древесной растительности и участках имеющих вид полян. Между полосой искусственного леса и берегом реки Днестр расположен участок степной растительности. На этом месте раньше находилось село Лопатна, которое было перемещено из пойменной части реки на террасном участке в связи с сооружением Дубоссарского водохранилища. После этого здесь сохранилась церковь и несколько заброшенных (в том числе и вновь построенных) колодцев. Около церкви поселилась колония европейского суслика (Spermophilius citellus) — вид включённый в Красную Книгу РМ (2002). Этот участок является частью единственного небольшого ареала в Молдавии, указанного для среднего течения Днестра и низовий Реута. Следовательно для одного единственного вида, занимающего территорию примерно 100×500 м и со значительной численностью особей, необходимо создать особый заповедник.

## Галерея

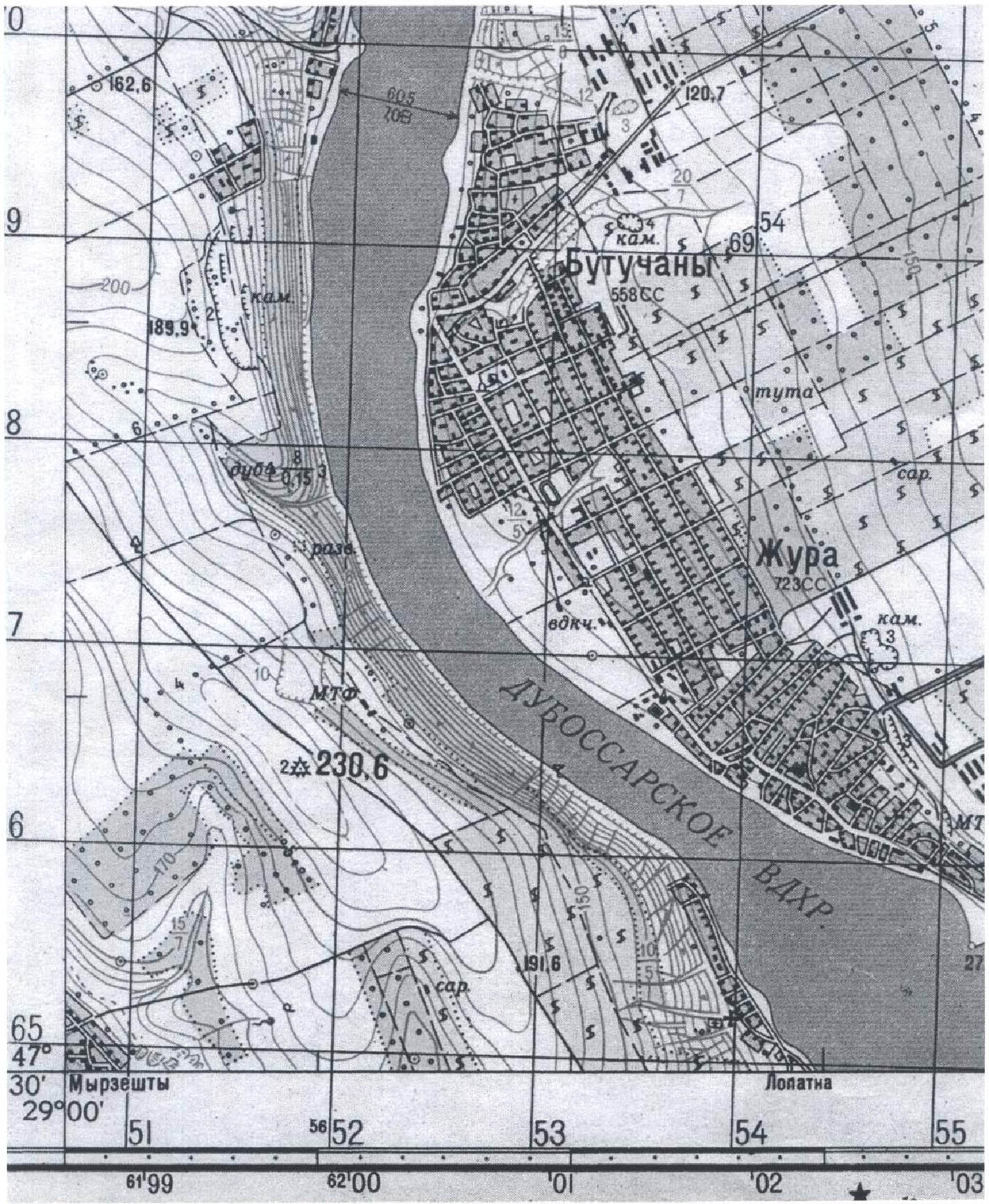
Карта Заповедника
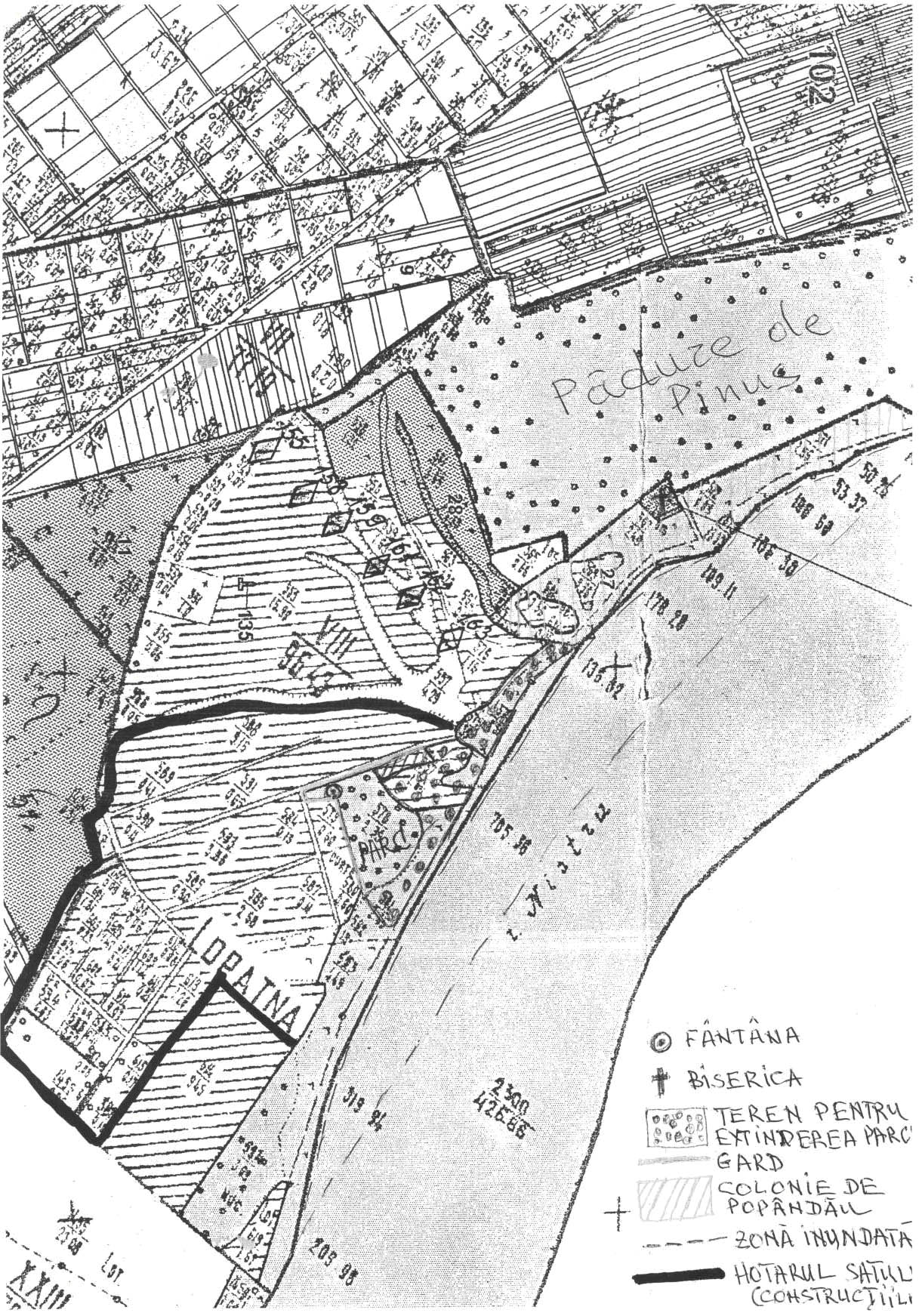
Карта прилегающей территории с. Лопатна
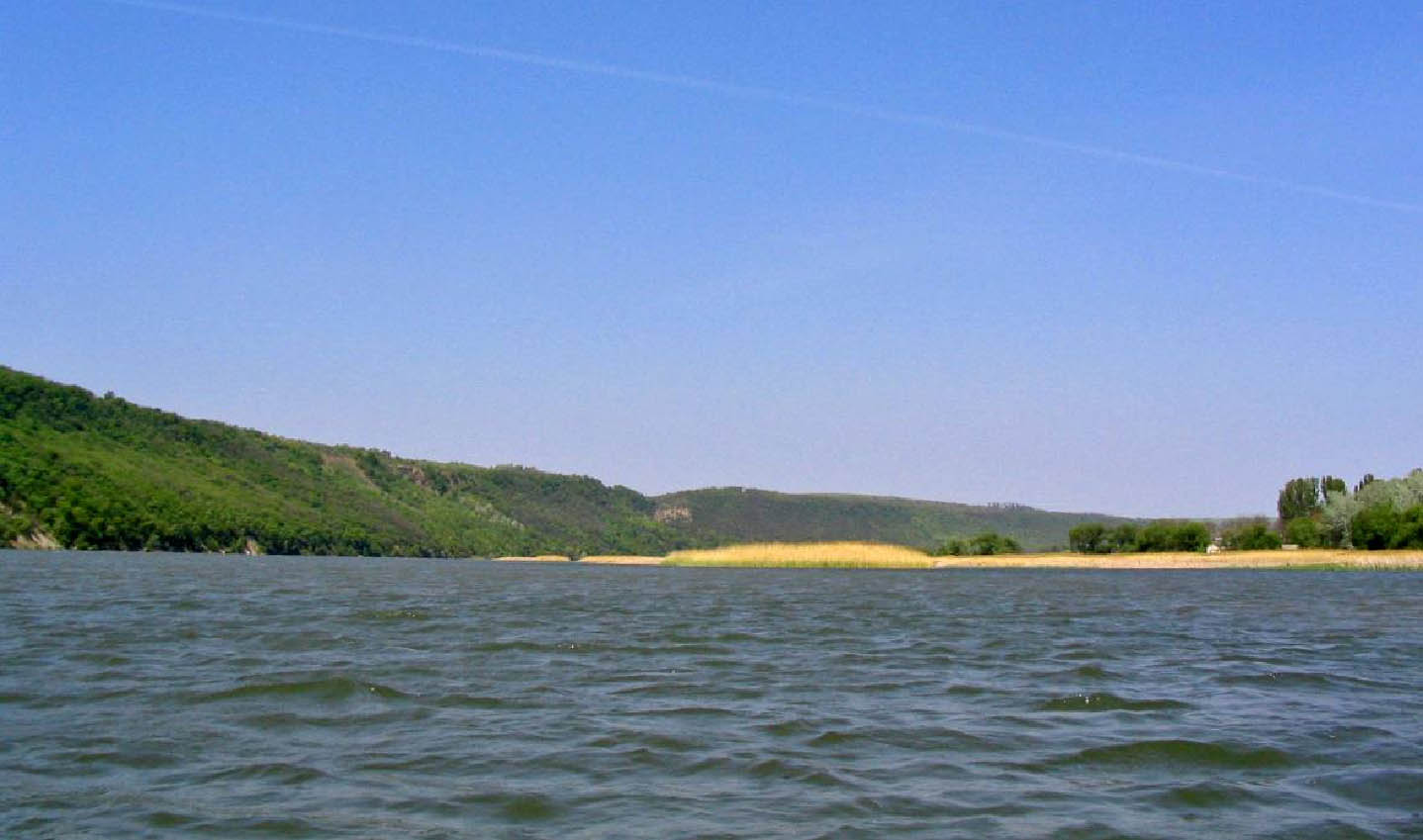
р. Днестр (Заповедник Кобылень)
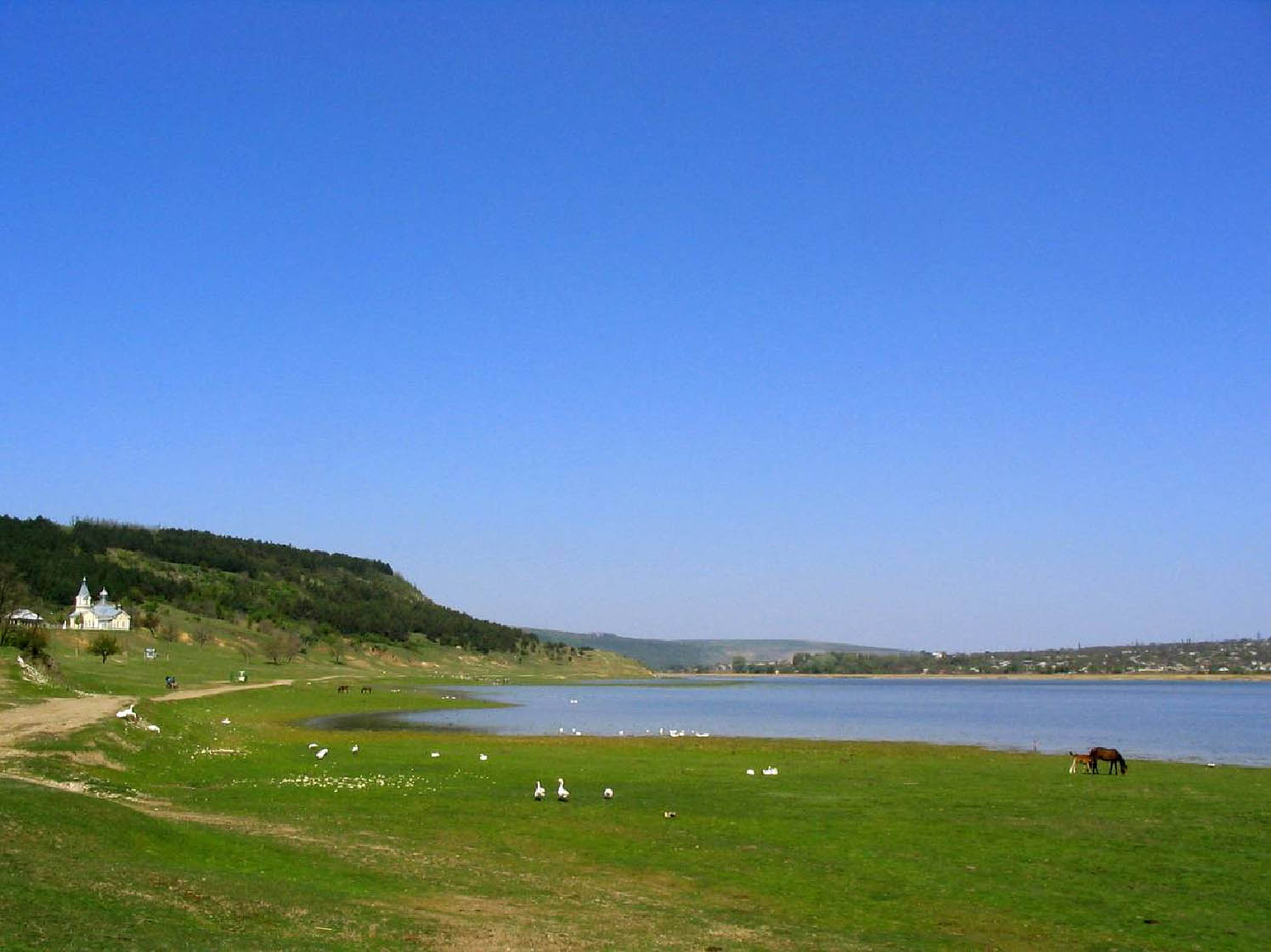
Луг. Пойма р. Днестр (Заповедник Кобылень)
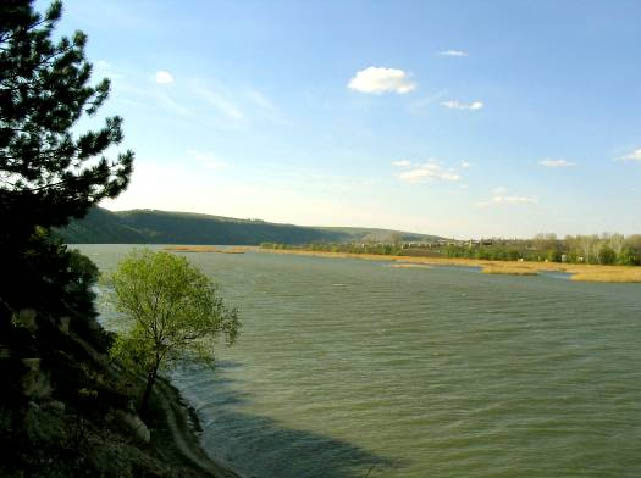
Лесистый берег Днестра. (Заповедник Кобылень)